# Karl Friedrich Küstner
Karl Friedrich Küstner (né à Görlitz le 22 août 1856, mort le 15 octobre 1936) est un astronome allemand qui a également contribué à la géodésie.

## Biographie
Il obtient son doctorat à l'Université de Strasbourg en 1879 sous la direction de Friedrich August Theodor Winnecke .
En 1888, il aurait découvert le mouvement polaire de la Terre . En 1910, il reçoit la médaille d'or de la Royal Astronomical Society pour avoir catalogué les étoiles et détecté les variations de latitude .